# フエゴ島
フエゴ島（フエゴとう）は、南アメリカの南端部に位置するティエラ・デル・フエゴ（フエゴ諸島、Tierra del Fuego）の主島。面積は47,992 km2。スペイン語ではIsla Grande de Tierra del Fuego（イスラ・グランデ・デ・ティエラ・デル・フエゴ、ティエラ・デル・フエゴの大島）というが、略してIsla Grande、またはTierra del Fuegoということもある。
北をマゼラン海峡で南アメリカ大陸と隔てられ、南をビーグル水道で、ナバリノ島、オステ島と隔てられる。西経68°36′38″を境にアルゼンチンとチリの両国によって分割され、統治されている。世界最南端の都市とされるアルゼンチン領のウシュアイアがビーグル水道に面してある。

## 概要
1520年、世界一周の航海の途上でマゼラン海峡を通過したフェルディナンド・マゼランによって発見された。スペイン語でティエラは陸地、フエゴは火の意味で、島に多数の焚き火を見たことから名づけられた。焚き火は先住民族ヤーガン族のもので、半裸の生活を送っていたヤーガン族が暖をとるために熾していた火とも、マゼランの艦隊を見て出した警報の火とも言われる。
西側の29484.7km2をチリ、東側の18507.3km2をアルゼンチンが領有している。気候は概ね温帯の西岸海洋性気候（Cfc）または寒帯のツンドラ気候（ET）に属する。緯度の割には冬の気温が高く、また海洋性気候で気温の年較差が小さいため亜寒帯の要件を満たす地点がなく、夏の気温で西岸海洋性気候かツンドラ気候かが決まる。西側はダーウィン山脈をはじめとする険しい地形で海岸線がフィヨルド状となっているのに対し、東側は比較的滑らかな海岸線を描く。南部にはファグナーノ湖がある。
太平洋と大西洋を隔て、南アメリカ大陸側とはマゼラン海峡、南極大陸側のナバリノ島、オステ島とはビーグル水道によって隔てられている。なお、南アメリカ最南端のホーン岬は、更に南に位置するエルミテ諸島中の最も南の島、オルノス島の南端の岬である。
先住民族はインディオの一つであるヤーガン族であるが、西欧人の入植後、ヤーガン族は激減し、混血も進んだため、現在では純粋なヤーガン族はほとんどいない。彼らの言語であったヤーガン語の母語話者も僅か1人を残すのみであったが、2022年に最後の母語話者のクリスティーナ・カルデロンが死去したため、ヤーガン語の母語話者は地球上から消滅した。
アルゼンチンのティエラ・デル・フエゴ州の州都ウシュアイア（人口6万人）は人間が常時居住する世界最南端の都市である。チリ領マガジャネス・イ・デ・ラ・アンタルティカ・チレーナ州の州都であるプンタ・アレーナス（人口13万人）は、大陸側にあるため南米大陸最南端の都市と言える。なお、フエゴ島の最多人口都市は、2010年現在、リオ・グランデである。
フエゴ島にはチリにある北部のロマス湾、アルゼンチンにある東部の大西洋岸保護区、東端のミトレ半島および南部のウスアイア付近のビンシゲラ氷河と関連する泥炭湿原の4ヶ所のラムサール条約登録地がある。

## 市町村

### 都市
アルゼンチン領
- ウシュアイア（Ushuaia、2010年現在人口56,825人）
- リオ・グランデ（Río Grande、2010年現在人口69,175人）

### 町村
チリ領
- ポルベニール　Porvenir　（人口5,645人）
- プリマベーラ（スペイン語版）　Primavera　（人口1,016人）
- ティマウケル（スペイン語版）　Timaukel　（人口423人）